# ماثيو س. جاكوبسون
ماثيو س. جاكوبسون (بالإنجليزية: Matt Jacobson)‏ هو مسير أعمال أمريكي، ولد في 4 فبراير 1961.